# Olavarría (município)
Olavarría é um partido (município) da província de Buenos Aires, na Argentina. Possuía, de acordo com estimativa de 2019, 119.441 habitantes.